# Château de Boigne
 (août 2023).
Si vous disposez d'ouvrages ou d'articles de référence ou si vous connaissez des sites web de qualité traitant du thème abordé ici, merci de compléter l'article en donnant les références utiles à sa vérifiabilité et en les liant à la section « Notes et références ».
Le château de Boigne, aussi appelé localement château de Buisson-Rond, est un château bâti au XIXe siècle, sur des bases plus anciennes, qui se dresse sur la commune de Chambéry dans le département de la Savoie en région Auvergne-Rhône-Alpes.
Le château de Boigne fait l’objet d’une inscription partielle au titre des monuments historiques depuis le 24 février 1982, sous la dénomination « château de Buisson Rond ».

## Situation
Le château de Buisson-Rond se situe à l'extrémité sud-est de la commune de Chambéry, en limite de la commune de Barberaz. Il marque l’entrée, en arrivant du centre-ville situé à moins de 5 km, dans le parc de Buisson-Rond. Sa façade nord-est fait face à la rivière Albanne, laquelle est par ailleurs traversée par un pont en prolongement du parvis du château. Enfin ce dernier est situé sur les contreforts nord du massif de la Chartreuse, la façade sud-ouest étant surélevée du fait des premières côtes, qui continuent ensuite jusqu'à la sortie du parc et au-delà vers les Charmettes.

## Historique
Dès 1341, on trouve trace historiquement d'un fief du Buisson Rond sur Barberaz-le-Pelloux ou le Petit. Il est alors la possession des nobles Grange de Chambéry. Cette famille, au faîte de sa puissance au XIIIe siècle, s'éteignit durant le XVe. Aimon Grange est l'un des témoins, en 1232, lors de l'acquisition d'une partie du bourg de Chambéry par le comte de Maurienne. Leur succèdent la famille de Luyrieu, et il passe par mariage à la famille de Marcossay.
En 1587, le baron de Faverges, Louis Milliet, Grand Chancelier de Savoie, en fait l'acquisition. Une seconde maison est alors bâtie par son petit-fils, François-Amédée Milliet de Challes, archevêque de Tarentaise. En 1793, elle appartient au marquis Joseph Frédéric Pantaléon Milliet d'Arvillars.
L'année suivante, en 1794, après sa mort, l'ensemble du domaine est vendu comme bien national à un certain M. Caseli. Lui succède le docteur Bernard, qui à son tour vend le domaine au comte de Boigne en 1802. 
Le comte fera alors construire le château actuel, en lieu et place de la maison élevée par François-Amédée Milliet de Challes et le décorera luxueusement afin d'y accueillir sa seconde femme Adèle d'Osmond. Son mariage fut malheureux mais sa femme, bien que se faisant rare, y vint parfois durant les périodes estivales. Elle y donna quelques réceptions mondaines lors de son retour des eaux d'Aix-les-Bains en compagnie de ses amis que furent Madame Récamier, Madame de Staël, Adrien de Montmorency et Benjamin Constant.
À la fin du XXe siècle, le domaine de Buisson-Rond est acquis par la commune de Chambéry qui y établit une annexe de la mairie.

## L'expédition en Montgolfière de Buisson-Rond
Le 6 mai 1784 a lieu à Buison-Rond  la préparation et le départ de la  première expédition savoyarde en montgolfière. Aux acclamations des Chambériens rassemblés dans le parc, la montgolfière, aux ordres de l'ingénieur Louis Brun et de Xavier de Maistre, officier au régiment Real-Navi, s'est élevée dans le ciel pour venir se poser à Challes-les-Eaux (Trivier).

## Description

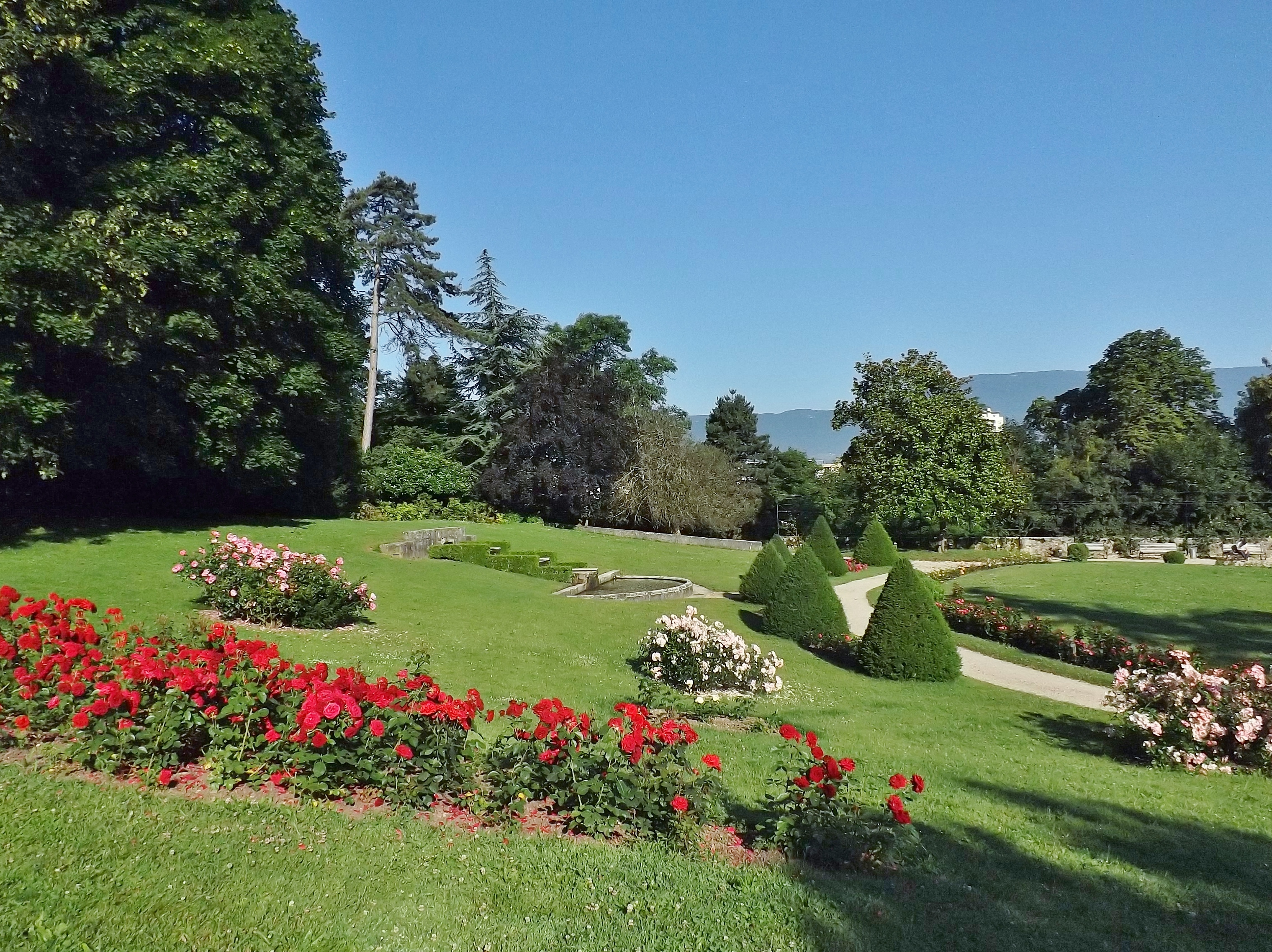
La roseraie située dans le parc, ici devant la façade sud du château.

### Le château
Le château qui date du XVIIIe siècle, vint remplacer les édifices précédents des XIVe siècle et XVIIe siècle. L'actuel bâtiment s'inscrit dans la lignée des demeures piémontaises datant du XVIIIe et XIXe siècles. Le château dispose d'un vaste salon central entouré de pièces dont la hauteur équivaut à deux étages. Complètent cet ensemble une chapelle, ainsi que deux pavillons.

### Le parc et le reste du domaine
Le domaine de Buisson-Rond comprend un parc paysager, aménagé en 1810 par le général-comte de Boigne, au sein duquel se trouve une roseraie. Celle-ci comprend environ 83 variétés et 6 000 sujets sur une surface de 7 500 m².
Un important complexe sportif et de loisirs a également été aménagé sur le domaine, avec une piscine et une patinoire couverte.

## À la télévision
Le château de Boigne sert à figurer le château des Vives Eaux de Dammarie-les-Lys (Seine-et-Marne) lors du tournage du téléfilm Pourquoi je vis (2020), biopic consacré à Grégory Lemarchal, chanteur ayant gagné la quatrième saison de Star Academy.